# Пау Віктор
Па́у Ві́ктор Дельга́до (ісп. Pau Víctor Delgado; нар. 26 листопада 2001, Сан-Кугат-дал-Бальєс) — іспанський футболіст, нападник португальського клубу «Брага».

## Клубна кар'єра

### «Жирона»
Виступав за молодіжну команду клубу «Сабадель», а 2018 року приєднався до академії «Жирони». 20 липня 2020 року, після успішних виступів за резервну команду «Жирони», дебютував в її основному складі в матчі Сегунди проти «Алькоркона».
29 серпня 2022 року перейшов в оренду в «Сабадель» до кінця сезону. За сезон в «Сабаделі» забив сім голів і віддав шість гольових передач, допомігши команді залишитися у третьому дивізіоні. 17 серпня 2023 року продовжив контракт з «Жироною» до 2025 року і того ж дня відправився на правах оренди в «Барселону Атлетік». За час оренди забив 20 голів у 30 поєдинках за другу команду «Барселони», пробившись з нею у фінал плей-оф за підвищення.

### «Барселона»
24 липня 2024 року перейшов у «Барселону», підписавши п'ятирічний контракт. 17 серпня дебютував за «Барселону» в матчі Ла-Ліги проти «Валенсії», вийшовши на заміну Ламіну Ямалю. 28 вересня 2024 року в поєдинку Ла-Ліги проти «Осасуни» забив свій перший гол за клуб. 1 жовтня в матчі проти швейцарського клубу «Янг Бойз» дебютував у Лізі чемпіонів УЄФА. В сезоні 2024–25 став володарем Кубка Іспанії.

### «Брага»
25 липня 2025 року перейшов у португальську «Брагу», підписавши п'ятирічний контракт. Сума трансферу становила 12 млн євро, що стало найдорожчим придбанням в історії клубу. 7 серпня 2025 року дебютував за нову команду в матчі кваліфікації Ліги Європи УЄФА проти румунського ЧФР, вийшовши на заміну Маріо Доржелесу. 10 серпня 2025 року в поєдинку проти «Тондели» дебютував у португальській Прімейра-лізі, відзначившись своїм першим голом за клуб.

## Кар'єра в збірній
26 травня 2025 року вперше отримав виклик до збірної Каталонії головним тренером Жераром Лопесом для участі в товариському матчі проти збірної Коста-Рики з нагоди святкування 125-ої річниці Каталонської футбольної федерації. 28 травня в поєдинку з Коста-Рикою дебютував за збірну Каталогії, вийшовши в стартовому складі.

## Статистика виступів
Станом на 17 серпня 2025 
| Клуб              | Сезон             | Чемпіонат                | Чемпіонат | Чемпіонат | Кубок | Кубок | Кубок ліги | Кубок ліги | Єврокубки | Єврокубки | Інші  | Інші | Всього | Всього |
| Клуб              | Сезон             | Дивізіон                 | Матчі     | Голи      | Матчі | Голи  | Матчі      | Голи       | Матчі     | Голи      | Матчі | Голи | Матчі  | Голи   |
| ----------------- | ----------------- | ------------------------ | --------- | --------- | ----- | ----- | ---------- | ---------- | --------- | --------- | ----- | ---- | ------ | ------ |
| Жирона            | 2019–20           | Сегунда Дивізіон         | 1         | 0         | 0     | 0     | –          | –          | –         | –         | 0     | 0    | 1      | 0      |
| Жирона            | 2020–21           | Сегунда Дивізіон         | 7         | 0         | 3     | 0     | –          | –          | –         | –         | 0     | 0    | 10     | 0      |
| Жирона            | Всього            | Всього                   | 8         | 0         | 3     | 0     | 0          | 0          | 0         | 0         | 0     | 0    | 11     | 0      |
| Жирона Б          | 2020–21           | Терсера Дивізіон         | 14        | 6         | –     | –     | –          | –          | –         | –         | 1     | 0    | 15     | 6      |
| Жирона Б          | 2021–22           | Терсера Федерасьйон RFEF | 31        | 8         | –     | –     | –          | –          | –         | –         | 2     | 0    | 33     | 8      |
| Жирона Б          | Всього            | Всього                   | 45        | 14        | 0     | 0     | 0          | 0          | 0         | 0         | 3     | 0    | 48     | 14     |
| Сабадель          | 2022–23           | Прімера Федерасьйон      | 36        | 7         | 0     | 0     | –          | –          | –         | –         | 0     | 0    | 36     | 7      |
| Барселона Б       | 2023–24           | Прімера Федерасьйон      | 35        | 18        | –     | –     | –          | –          | –         | –         | 4     | 2    | 39     | 20     |
| Барселона         | 2024–25           | Ла-Ліга                  | 21        | 2         | 2     | 0     | –          | –          | 6         | 0         | 0     | 0    | 29     | 2      |
| Брага             | 2025–26           | Прімейра-ліга            | 2         | 1         | 0     | 0     | 0          | 0          | 2         | 0         | 0     | 0    | 4      | 1      |
| Всього за кар'єру | Всього за кар'єру | Всього за кар'єру        | 147       | 42        | 4     | 0     | 0          | 0          | 8         | 0         | 7     | 2    | 166    | 44     |

1. ↑  Матчі плей-оф у Терсера Дивізіоні
2. ↑  Матчі плей-оф у Терсера Дивізіоні RFEF
3. ↑  Матчі плей-оф Прімери Федерасьйон
4. ↑  Матчі в Лізі чемпіонів УЄФА
5. ↑  Матчі в Лізі Європи УЄФА

## Досягнення
«Барселона»
- Чемпіон Іспанії: 2024–25[31]
- Володар Кубка Іспанії: 2024–25[32]
- Володар Суперкубка Іспанії: 2024[33]